# Kościół kalwiński w Budzie
Kościół kalwiński (węg. Református templom) – zabytkowy kościół w Budapeszcie, na terenie Budy, w dzielnicy Víziváros. Własność Węgierskiego Kościoła Reformowanego.

## Historia
Powodem powstania kościoła była nagła rozbudowa miasta. Zbiórkę pieniędzy na budowę rozpoczęto w 1885. Pieniądze wpłacili m.in. minister rolnictwa Ignác Darányi, dziennikarz i polityk Miksa Falk, minister spraw zagranicznych Lajos Tisza oraz austriacki cesarz Franciszek Józef I. W 1889 roku władze miasta nieodpłatnie podarowały działkę pod budowę, którą rozpoczęto w 1892, zakończono 4 lata później wg projektu Samu Pecza. Gotowy kościół poświęcił biskup Károly Szász.

## Architektura
Budowla neogotycka. Do okrągłej bryły prezbiterium dostawione są cztery kaplice boczne oraz dwuprzęsłowy korpus nawowy z emporą organową. Z północy do nawy dostawiona jest 62-metrowa wieża.

## Galeria

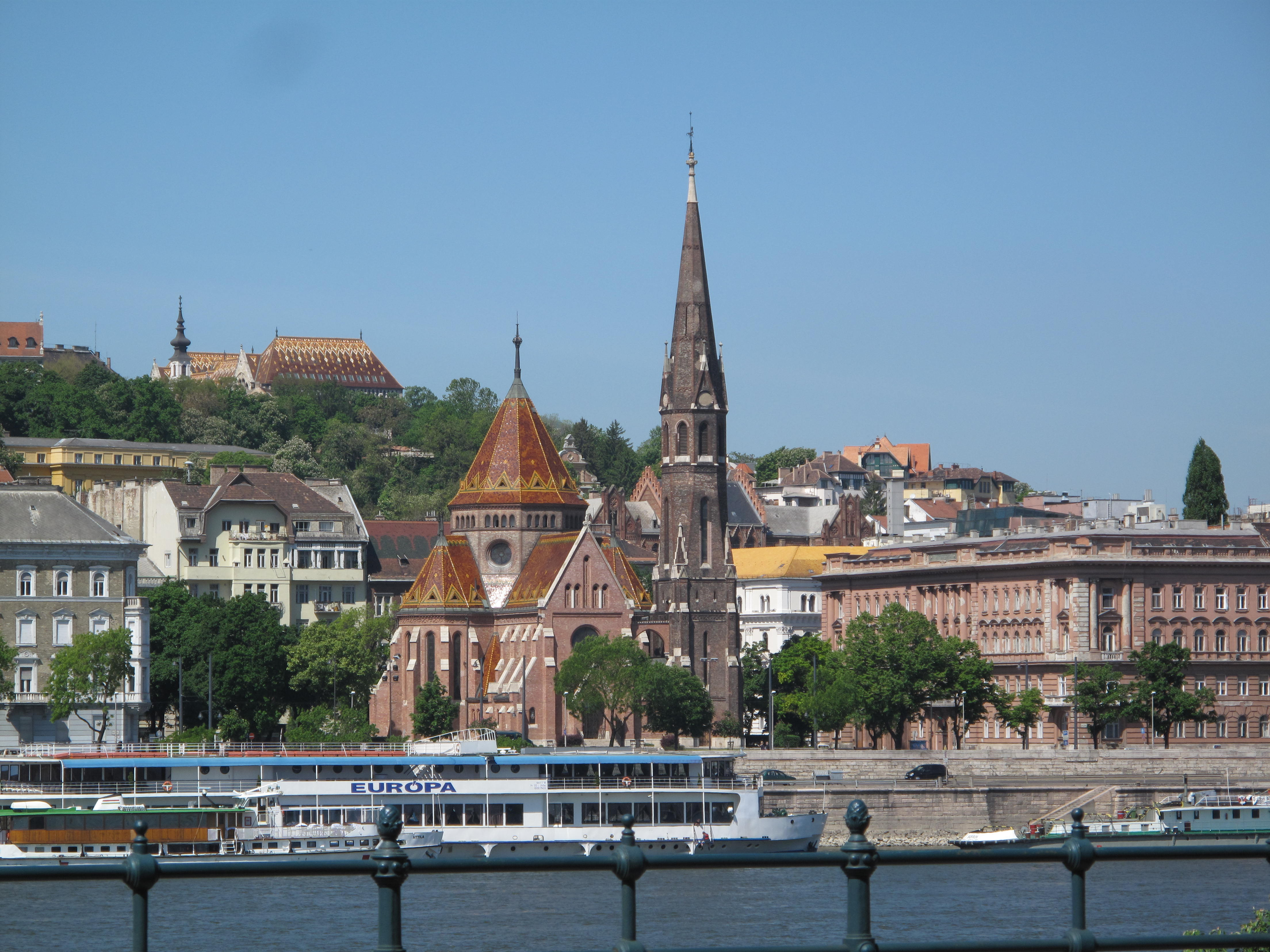
Widok na świątynię z drugiego brzegu Dunaju
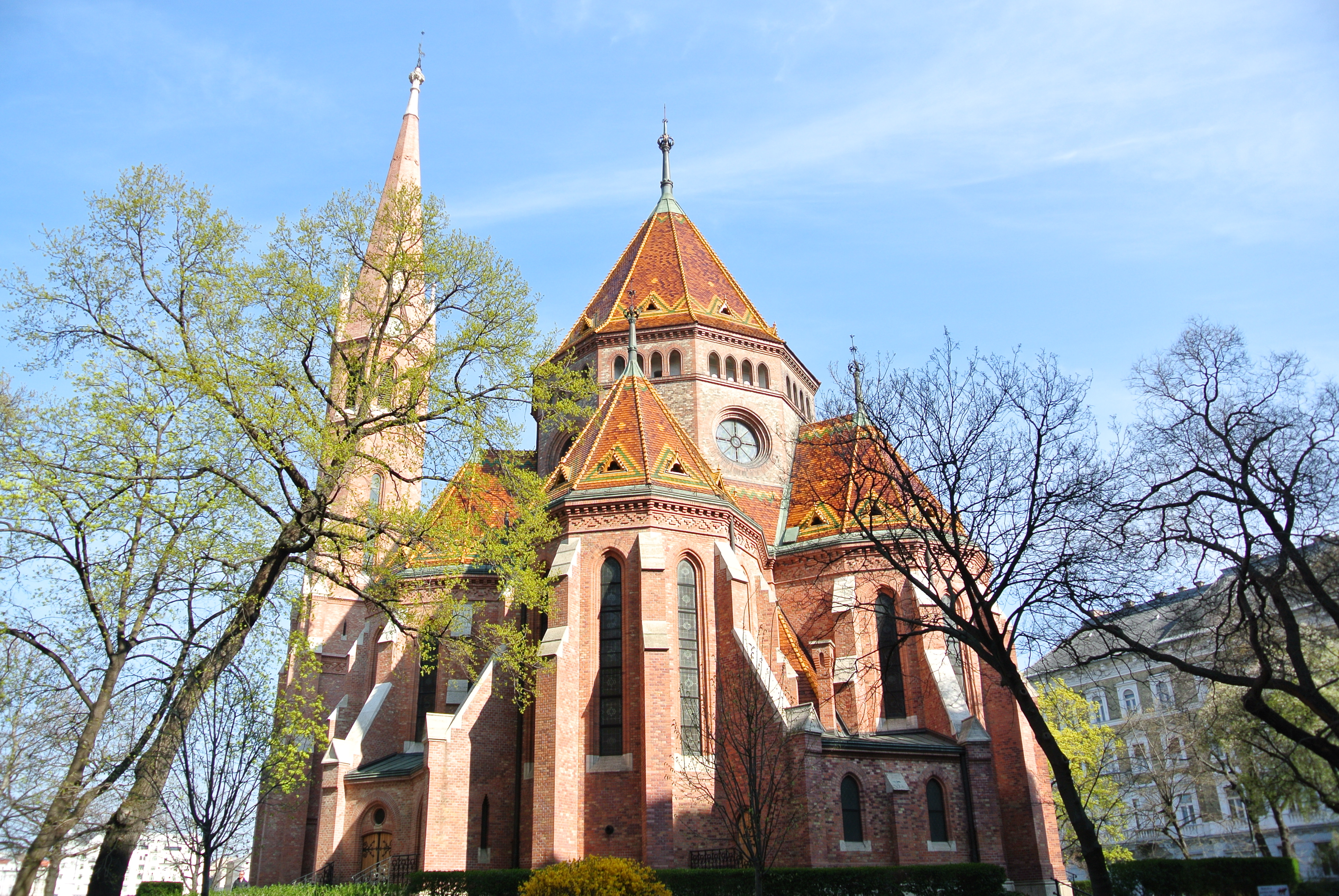
Widok z północnego zachodu
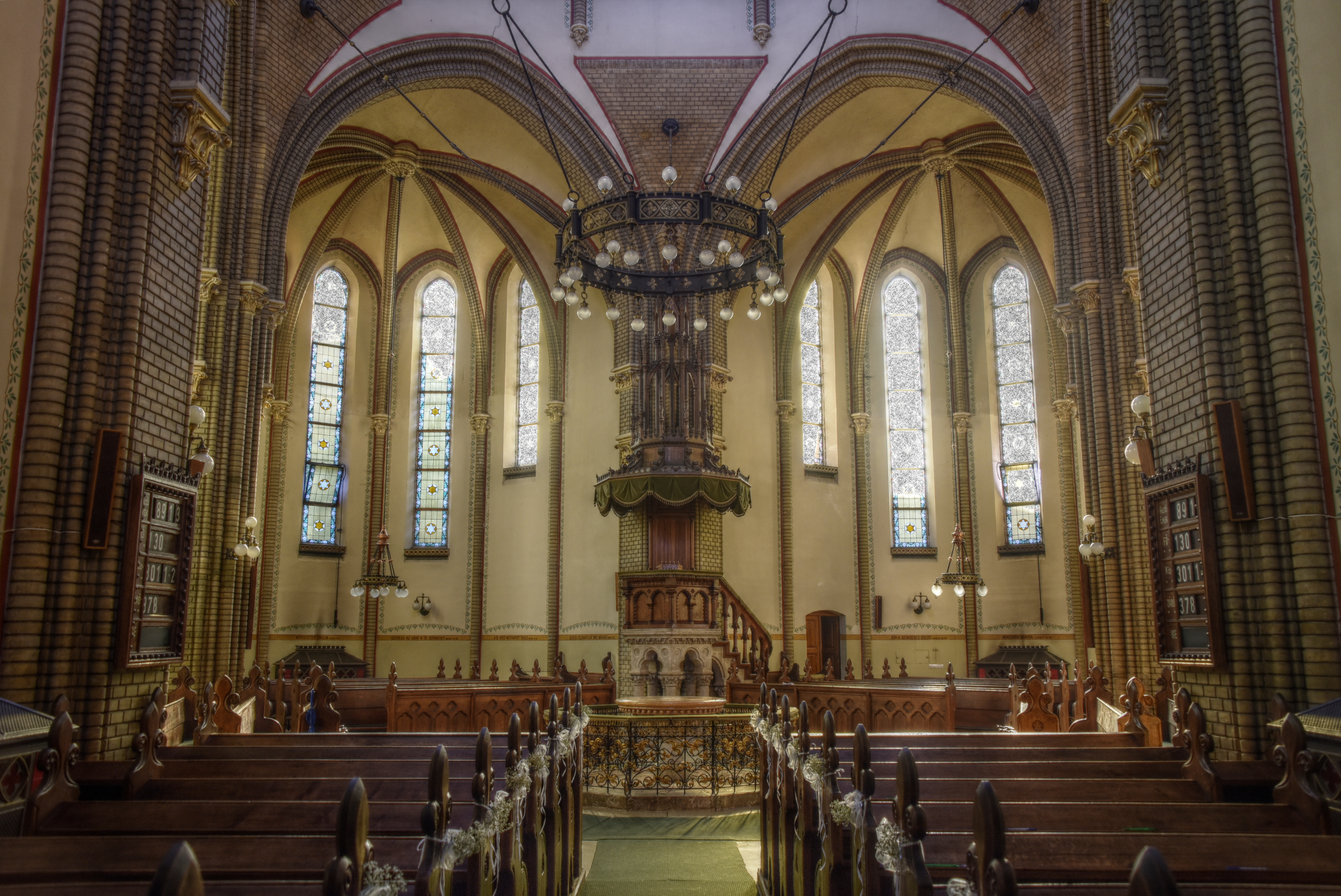
Wnętrze
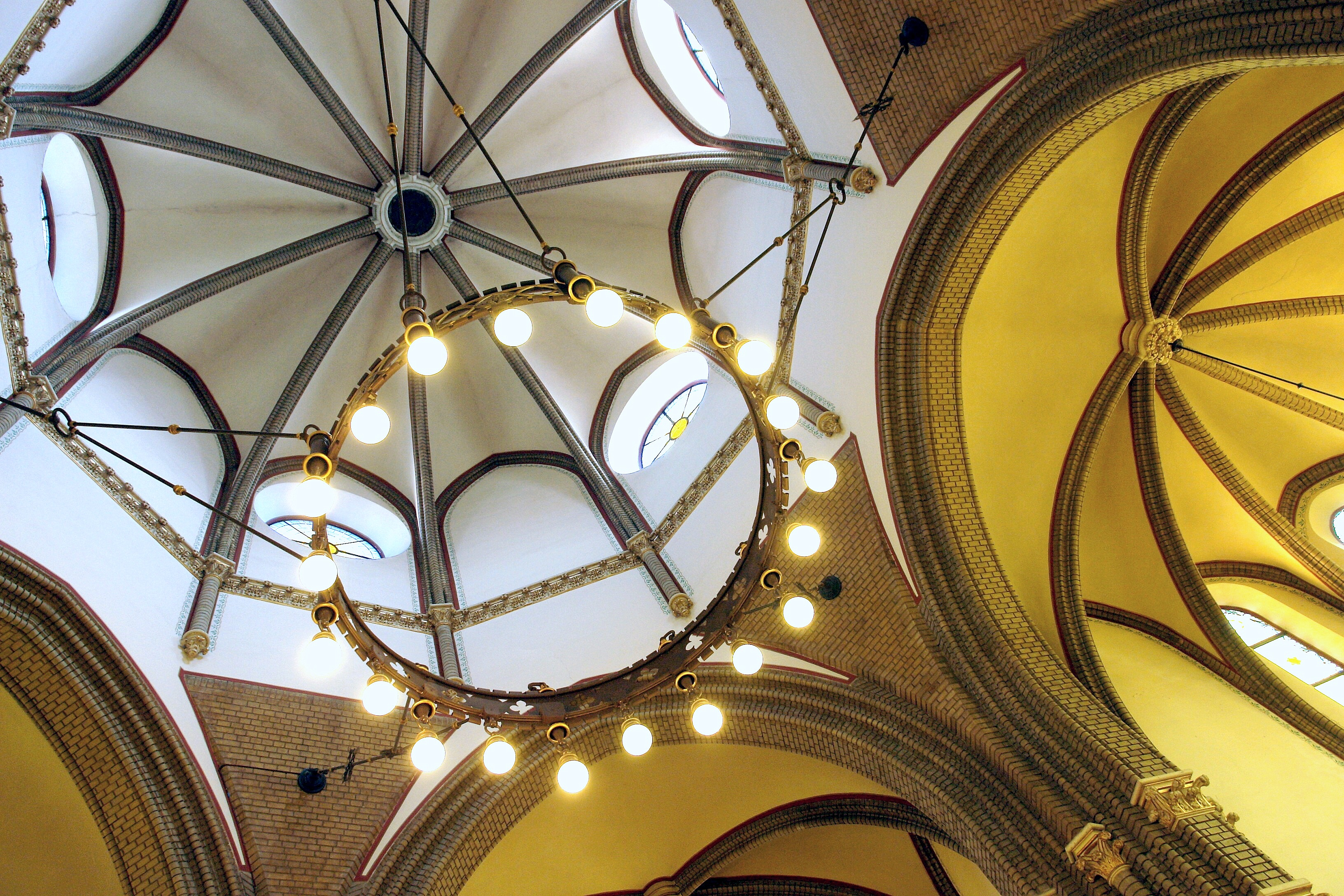
Żyrandol w prezbiterium
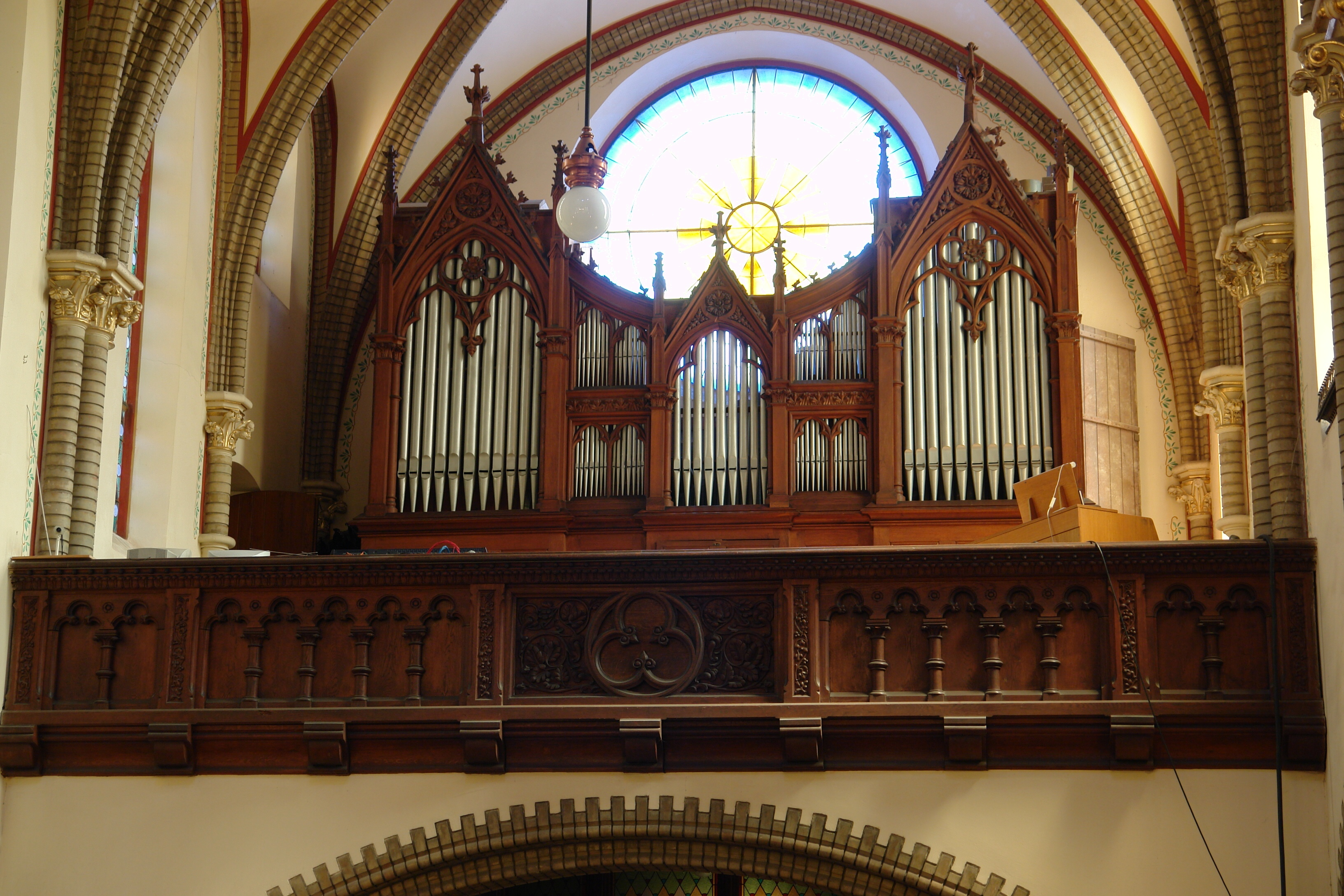
Organy